# NGC 7002
NGC 7002 је елиптична галаксија у сазвежђу Индијанац која се налази на NGC листи објеката дубоког неба.
Деклинација објекта је - 49° 1' 45" а ректасцензија 21h 3m 45,0s. Привидна величина (магнитуда) објекта NGC 7002 износи 12,4 а фотографска магнитуда 13,4. Налази се на удаљености од 89,107 милиона парсека од Сунца. NGC 7002 је још познат и под ознакама ESO 235-43, PGC 66009.